# Congreso de la Ciudad de México
El Congreso de la Ciudad de México es el órgano depositario del poder legislativo en esta entidad federativa, que es a la vez, capital de los Estados Unidos Mexicanos. Conformada como asamblea unicameral, se compone de 66 diputados, de los cuales 33 son electos por el principio de mayoría relativa y 33 por el principio de representación proporcional. 
Sus integrantes son electos por voto universal bajo los dos principios ya mencionados; los primeros de forma directa y los otros de acuerdo al sistema de listas plurinominales que establece la ley local. La duración del cargo es de tres años con opción a una reelección inmediata, siempre y cuando sea representando al partido o coalición que postuló originalmente al diputado. Por cada diputado titular se elige un suplente; siendo este quien suplirá las ausencias temporales o definitivas de su compañero de fórmula.
La constitución federal contempla este órgano en el artículo 122; en tanto que la carta magna local lo aborda en los tres artículos que componen el Capítulo II del Título V. En dicha sección se detallan las facultades, obligaciones, derechos, prerrogativas, requisitos y restricciones del cuerpo legislativo, que en términos generales están enmarcadas en aquellas políticas en las que la entidad es autónoma (régimen interno, presupuesto, ingresos, desarrollo social, seguridad pública, procuración e impartición de justicia —que no estén contempladas en el orden federal—) y que no estén adjudicadas en exclusividad al Congreso de la Unión.
La primera legislatura fue instaurada, conforme a lo dispuesto en la Constitución Política de la Ciudad de México, el 17 de septiembre de 2018, tras la disolución de su predecesora Asamblea Legislativa del Distrito Federal.

## Residencia oficial
De acuerdo con la Ley Orgánica del Congreso de la Ciudad de México, el Poder Legislativo local tiene su residencia oficial en la sede del Congreso de la Ciudad de México, que es denominado como Palacio Legislativo de Donceles.

## Sesiones ordinarias
El 1 de septiembre y el 1 de febrero, a las 09:00 horas de cada año, el Congreso se reunirá en sesión para inaugurar sus periodos de sesiones ordinarias. Para la realización de las sesiones del Congreso, se requiere la debida integración del cuórum respectivo. Se considera que existe cuórum legal para que actúe el Congreso con la concurrencia de más de la mitad del número total de sus integrantes. El Congreso no puede instalarse ni abrir sus sesiones ni ejercer sus atribuciones sin la debida integración del cuórum respectivo.

## Requisitos para ser diputado local
Según el artículo 29, apartado C de la Constitución de la Ciudad, para ser diputada o diputado se requiere:
- Tener la ciudadanía mexicana en el ejercicio de sus derechos.
- Tener dieciocho años cumplidos el día de la elección.
- Ser originario o contar con al menos dos años de vecindad efectiva en la Ciudad, anteriores al día de la elección. La residencia no se interrumpe por haber ocupado cargos públicos fuera de la entidad.
- No estar en servicio activo en el Ejército Federal ni tener mando en la policía de la Ciudad de México, cuando menos antes del inicio del proceso electoral local correspondiente.
- No ser titular de alguna Secretaría o Subsecretaría de Estado, de la Fiscalía General de la República, ni ministra o ministro de la Suprema Corte de Justicia de la Nación o integrante del Consejo de la Judicatura Federal, a menos que se haya separado definitivamente de sus funciones al menos 120 días antes de la jornada electoral local correspondiente o dos años antes en el caso de los y las ministros e integrantes del Consejo de Judicatura Federal.
- No ser magistrada o magistrado de Circuito o Juez de Distrito en la Ciudad de México, a menos que se haya separado definitivamente de sus funciones antes del inicio del proceso electoral local correspondiente.
- No ser magistrada o magistrado del Poder Judicial, del Tribunal de Justicia Administrativa, consejera o consejero de la Judicatura de la Ciudad de México, a menos que se haya separado definitivamente de sus funciones antes del inicio del proceso electoral local correspondiente.
- No ser Jefa o Jefe de Gobierno de la Ciudad de México, ni titular de una alcaldía, dependencia, unidad administrativa, órgano desconcentrado, organismo autónomo o entidad paraestatal de la administración pública o de la Fiscalía General de Justicia de la Ciudad de México, a menos que se haya separado de sus funciones 120 días antes de la jornada electoral local correspondiente.
- No ser ministro de culto religioso, a menos que hubiere dejado de serlo con cinco años de anticipación y en la forma que establezca la ley.
- No haber sido consejera o consejero, magistrada o magistrado electoral, a menos que haya concluido su encargo o se haya separado del mismo, tres años antes del inicio del proceso electoral local correspondiente.

## Facultades y obligaciones
Los poderes del Congreso de la Ciudad de México están establecidos, limitados y enumerados por el apartado D del artículo 29 de la Constitución local:
- Expedir y reformar las leyes aplicables a la Ciudad de México en las materias conferidas al ámbito local, por la Constitución Política de los Estados Unidos Mexicanos en las que se ejerzan facultades concurrentes, coincidentes o de coordinación con los poderes federales y las que no estén reservadas a la Federación, así como las que deriven del cumplimiento de los tratados internacionales en materia de derechos humanos y todas aquellas que sean necesarias, al objeto de hacer efectivas las facultades concedidas a las autoridades de la Ciudad.
- Legislar sobre los poderes de la Ciudad y las alcaldías en cuerpos normativos que tendrán el carácter de leyes constitucionales. La ley reglamentaria en materia de derechos humanos y sus garantías tendrá el mismo carácter.
- Iniciar leyes y decretos ante el Congreso de la Unión, en los términos previstos por la Constitución Política de los Estados Unidos Mexicanos.
- Aprobar o rechazar las reformas a la Constitución Política de los Estados Unidos Mexicanos remitidas por el Congreso de la Unión.
- Designar a la persona titular de la Jefatura de Gobierno, en el caso de falta absoluta, en los términos previstos por esta Constitución.
- Expedir las disposiciones legales para organizar la hacienda pública, la entidad de fiscalización, el presupuesto y el gasto público de la Ciudad en los términos de lo dispuesto por la Constitución Política de los Estados Unidos Mexicanos y esta Constitución.
- Examinar, discutir y aprobar anualmente la Ley de Ingresos y el Presupuesto de Egresos, aprobando primero las contribuciones, así como otros ingresos necesarios para financiar el gasto.
- Revisar la cuenta pública del año anterior, por conducto de su entidad de fiscalización en los términos previstos por la Constitución Política de los Estados Unidos Mexicanos, esta Constitución y las leyes en la materia.
- Aprobar y reformar la ley constitucional del Congreso de la Ciudad de México y las normas que rigen su vida interior; incluyendo la garantía de los derechos humanos y laborales de sus personas trabajadoras.
- Ratificar a las personas titulares de las dependencias de la Administración Pública de la Ciudad de México, en los términos de lo dispuesto por esta Constitución y las leyes.
- Solicitar información por escrito, a través del pleno o comisiones, y llamar a comparecer a la persona titular de la Jefatura de Gobierno, a las y los titulares de las secretarías del gabinete, de las dependencias, entidades u organismos autónomos y de las alcaldías para informar sobre asuntos de su competencia, así como participar en la discusión de los informes periódicos de los mismos que contemple esta Constitución. Las personas servidoras públicas tendrán la obligación de proporcionar información al Congreso de la Ciudad de México en los términos de la ley; si no lo hicieren, estarán sujetos a las responsabilidades que la misma establezca.
- Analizar y aprobar las disposiciones e instrumentos en materia de planeación y ordenamiento territorial en los términos establecidos por esta Constitución y las leyes.
- Aprobar su presupuesto sujetándose a las disposiciones de austeridad y políticas de racionalidad del gasto público que establezca la ley. El monto anual no podrá ser mayor al cero punto ocho por ciento del Presupuesto de Egresos de la Ciudad; y el incremento del presupuesto anual que solicite y apruebe, no podrá ser superior a la inflación del ejercicio que concluye, de conformidad con los datos que publique la autoridad competente.
- Autorizar las salidas oficiales del territorio nacional de la persona titular de la Jefatura de Gobierno, quien deberá informar y hacer públicas las actividades realizadas, en un periodo no mayor a quince días naturales posteriores a su regreso al país.
- Aprobar e integrar a solicitud de una cuarta parte de sus miembros, comisiones para investigar el funcionamiento y la gestión de las dependencias y entidades de la administración pública o los organismos constitucionales autónomos. Las comisiones podrán realizar audiencias y comparecencias en los términos que establezca la ley. Sus resultados serán públicos.
- Elaborar un sistema de evaluación de resultados de su trabajo legislativo, así como su impacto en la sociedad. Dicho sistema deberá presentar sus resultados anualmente, los cuales deberán ser difundidos bajo los principios de transparencia y rendición de cuentas.
- Promover la conformación del Parlamento Metropolitano.
- Designar Magistrados del Tribunal de Justicia Administrativa de la Ciudad de México.[9]

## Distritos electorales locales
Los 33 distritos electorales locales que componen las diputaciones de mayoría relativa se encuentran divididos de conformidad a lo establecido por la Constitución local y la Ley Procesal Electoral de la Ciudad de México. En función de ello, la división geográfica parte de la distribución equitativa de la representación de un determinado número de habitantes.
| Distrito | Alcaldías                       | Mapa | Distrito                    | Alcaldías                      |
| -------- | ------------------------------- | ---- | --------------------------- | ------------------------------ |
| 1        | Gustavo A. Madero               |      | 18                          | Álvaro Obregón y Benito Juárez |
| 2        | Gustavo A. Madero               | 19   | Tlalpan y Xochimilco        |                                |
| 3        | Azcapotzalco                    | 20   | Álvaro Obregón y Cuajimalpa |                                |
| 4        | Gustavo A. Madero               | 21   | Iztapalapa                  |                                |
| 5        | Azcapotzalco                    | 22   | Iztapalapa                  |                                |
| 6        | Gustavo A. Madero               | 23   | Álvaro Obregón              |                                |
| 7        | Milpa Alta y Tláhuac            | 24   | Iztapalapa                  |                                |
| 8        | Tláhuac                         | 25   | Xochimilco                  |                                |
| 9        | Cuauhtémoc                      | 26   | Coyoacán                    |                                |
| 10       | Venustiano Carranza             | 27   | Iztapalapa                  |                                |
| 11       | Iztacalco y Venustiano Carranza | 28   | Iztapalapa                  |                                |
| 12       | Cuauhtémoc                      | 29   | Iztapalapa                  |                                |
| 13       | Miguel Hidalgo                  | 30   | Coyoacán                    |                                |
| 14       | Tlalpan                         | 31   | Iztapalapa                  |                                |
| 15       | Iztacalco                       | 32   | Álvaro Obregón              |                                |
| 16       | Tlalpan                         | 33   | Magdalena Contreras         |                                |
| 17       | Benito Juárez                   |      |                             |                                |

## Legislaturas
| Legislatura | Periodo   |
| ----------- | --------- |
| I           | 2018-2021 |
| II          | 2021-2024 |
| III         | 2024-2027 |